# Trends in Cell Biology
Trends in Cell Biology, abgekürzt Trends Cell Biol., gehört zu einer Reihe von wissenschaftlichen Zeitschriften, die vom Cell Press-Verlag veröffentlicht wird. Die erste Ausgabe erschien 1991. Derzeit werden zwölf Ausgaben im Jahr veröffentlicht.
Die Zeitschrift veröffentlicht Reviewartikel aus den Bereichen Molekular- und Zellbiologie.
Der Impact Factor lag im Jahr 2012 bei 11,721. Nach der Statistik des ISI Web of Knowledge wird das Journal mit diesem Impact Factor in der Kategorie Zellbiologie an 14. Stelle von 184 Zeitschriften geführt.
Chefherausgeberin ist Rebecca Alvania, die bei der Zeitschrift angestellt ist.